# Аракелян, Эдик Койрунович
 Эдик Койрунович Аракелян   (род. 1940) — ученый в области тепловой и атомной энергетики, профессор кафедры Автоматизированных систем управления тепловыми процессами МЭИ (1993—2005), доктор технических наук. Заслуженный работник высшей школы, Почетный энергетик СССР. 

## Биография
Родился в 1940 году. В 1962 году окончил Ереванский политехнический институт (ныне Национальный политехнический университет Армении). Продолжил образование в аспирантуре Московского энергетического института — учился там с 1965 года. В 1971 году защитил в МЭИ кандидатскую диссертацию, а в 1986 году — докторскую диссертацию, посвященную исследованиям и оптимизации переменных режимов Тепловых электрических станций (ТЭС).
В Московском энергетическом институте Э. Аракелян читал студентам и специалистам курсы: «Техническая диагностика теплоэнергетического оборудования», «Режимы работы и эксплуатации ТЭС и атомных АЭС», «Оптимальное управление режимами работы ТЭС и АЭС»,  и др., с 1993 по 2005 год был зав. кафедрой Автоматизированных систем управления тепловыми процессами.
Одновременно Эдик Койрунович Аракелян в разное время был членом редакции журналов «Вестник МЭИ», Известия вузов «Энергетика», «Новое в Российской электроэнергетике» и др., состоял в Ученых советах по защите докторских и кандидатских диссертаций.
Область научных интересов: разработки современных компьютерных тренажеров, разработка Автоматизированного управления тепловыми станциями с использованием современных программно-технических средств, оптимальное управление режимами работы тепловых электростанций, надежность и экологичность систем управления и др.

## Награды и звания
- Заслуженный работник высшей школы.
- Действительный член Академии наук авиации и воздухоплавания РФ.
- Действительный член Академии экологии РФ.
- Действительный член Инженерной академии Армении.

## Труды
Э. Аракелян имеет 15 патентов и авторских свидетельств на изобретения, является автором около 400 научных трудов, включая 5 монографий и 12 учебных пособий. Среди них:
- Методические указания по работе на тренажере энергоблока ПГУ-450Т : учебное пособие по курсу для преподавателей и студентов специализации "Автоматизация технологических процессов и производств"  Э. К. Аракелян, А. В. Андрюшин, К. А. Андрюшин ; М-во образования и науки Российской Федерации, Нац. исследовательский ун-т "МЭИ". - Москва : Изд-во МЭИ, 2015. ISBN 978-5-7046-1637-5.
- Применение методологии искусственного интеллекта для формализации результатов обработки нечёткой информации (в соавторстве). Журнал Вестник Московского энергетического института, издательство Изд. дом МЭИ (М.), № 5, с. 130-138 DOI. 2017.
- Применение современных информационных технологий в учебном процессе и научных исследованиях (в соавторстве). Журнал Вестник Московского энергетического института, издательство Изд. дом МЭИ (М.), № 6, с. 9-19 DOI. 2017.
- Экспериментальное исследование самостабилизации частоты вращения одноцилиндрового пневматического поршневого двигателя (в соавторстве). Журнал Вестник Московского энергетического института, издательство Изд. дом МЭИ (М.), № 1, с. 84-91.
- Аракелян Э. К., Андрюшин A. B., Амосов Н. Т. Выбор оптимальных сроков ремонта энергоблоков с учетом изменения их надежности и экономичности // Известия вузов. Энергетика. 1987. -№7.-С. 38-41.